# Lep's World
Lep's World este un joc video de acțiune, de tip platformă, creat de nerByte GmbH, care poate fi jucat pe smartphone-uri pe Android sau pe tablete iPad. Jocul a fost inspirat după jocul mai vechi Super Mario Bros.. Pe post de continuare a jocului, au fost create jocurile Lep's World 2 și Lep's World 3.
Lep's World, un joc în stil Super Mario de pe platforma Android, este un joc de succes plin de distracție, cu gameplay-ul și grafica sa.